# María Vallejo-Nágera Zóbel
María Vallejo-Nágera Zóbel (Madrid, 1964) és una escriptora espanyola filla del també escriptor i psiquiatre Juan Antonio Vallejo-Nágera, va estudiar pedagogia a la Universitat Complutense de Madrid. Tot i que es va iniciar en l'escriptura de relats infantils i juvenils, l'any 1997 va escriure la seva primera novel·la: En un rincón andaluz, quedant cinquena finalista en la votació final. L'any 2007 començà una sèrie d'assaigs de temàtica religiosa, on explicava històries d'experiències reals pròpies i d'altres persones de caràcter esotèric i religiós.

## Biografia
És la tercera filla de l'escriptor Juan Antonio Vallejo-Nágera i de María Victoria Zóbel de Ayala i Pfitz, membre d'una de les principals famílies de les Filipines. És cosina de Samantha i Nicolás Vallejo-Nágera "Colate", i neboda del pintor Fernando Zóbel.
Va començar els seus estudis en el Colegio de Nuestra Señora de los Rosales de Madrid, seguint-los en la facultat de Pedagogia de la Universitat Complutense de Madrid, on es va llicenciar.
Poc després es va casar amb Julio i va tenir dos filles bessones: Beatriz i Cristina. La feina del seu marit va dur a la família a Londres, on van viure diversos anys. Durant tot aquest temps, va escriure contes infantils. A l'hivern de 1997, mentre estava embarassada del seu tercer fill Gonzalo, va començar a escriure la seva primera novel·la En un rincón andaluz. En acabar-la, va buscar una editorial en què publicar-la i la va enviar al Premi Planeta amb la idea d'acudir després a l'editorial per demanar consell sobre com començar en el món literari. La novel·la va ser seleccionada com a finalista entre quatre-centes presentades, quedant cinquena en la votació final.
Per preparar la publicació del seu llibre Mujeres de luz, María va cursar un màster en lideratge per persones de més de cinquanta anys i tres cursos de teologia i sobre cristianisme primitiu a la Universitat Harvard.
L'any 2018, va impartir classes sobre grans obres de l'art sacre en el Museu del Prado.

## Obres
- En un rincón andaluz. Madrid: Varieditores, 2000. Novel·la.
- El castigo de los ángeles. Barcelona: Planeta, 2002. Novel·la.
- Un mensajero en la noche. Barcelona: Belacqua, 2003. Periodismo.
- Luna Negra:La luz del Padre Pateras. Barcelona. Belacqua, 2004. Novel·la.
- La nodriza. Ediciones B, 2005. Novel·la històrica
- El patio de los silencios. STYRIA, 2005
- Entre el cielo y la Tierra. Historias curiosas del purgatorio. Planeta, 2007. Assaig
- Mala Tierra. Ciudadela, 2009. Novel·la
- Lola Torbellino. Ediciones B, 2010. Infantil y juvenil
- Lola Torbellino en la playa. Ediciones B, 2011. Infantil y juvenil
- Cielo e infierno: verdades de Dios. Libroslibres, 2012.
- De María a María. Editorial Palabra, 2015. Assaig